# Kurt Fischer (Politiker, 1963)

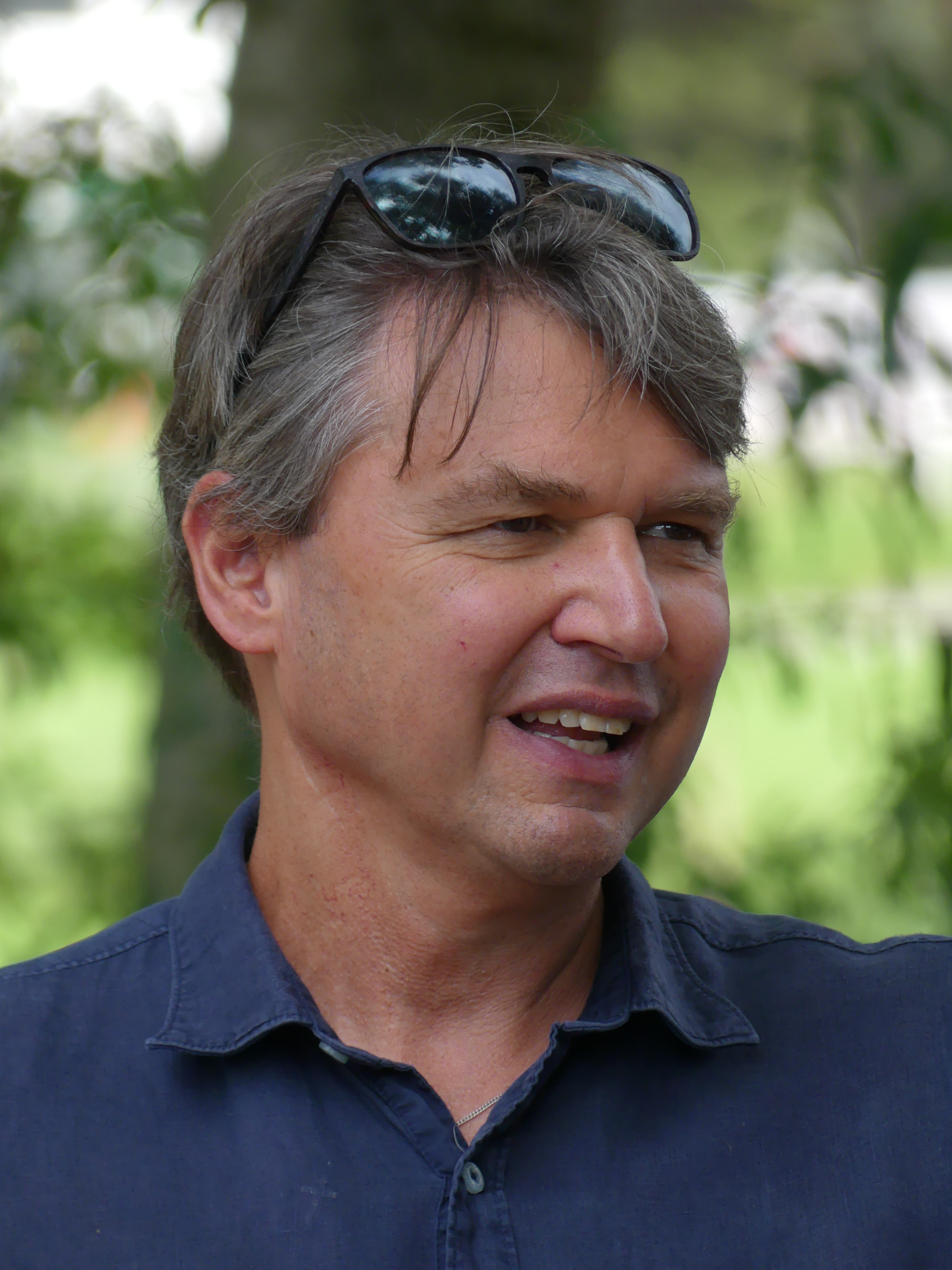
Kurt Fischer (2019)

Kurt Fischer (* 12. Juli 1963 in Lustenau) ist ein österreichischer Unternehmer und Politiker (ÖVP). Er war von 2004 bis 2014 Abgeordneter zum Vorarlberger Landtag. Von 2010 bis 2025 bekleidete er das Amt des Bürgermeisters seiner Heimatgemeinde Lustenau.

## Ausbildung und Beruf
Kurt Fischer wurde am 12. Juli 1963 als Sohn von Kurt und Hedi Fischer in der Marktgemeinde Lustenau geboren. Er besuchte die Volksschule in seiner Heimatgemeinde und anschließend von 1973 bis 1981 das Realgymnasium Dornbirn, wo er 1981 maturierte. Direkt im Anschluss an seine schulische Bildung begann Kurt Fischer im Jahr 1981 das Lehramtsstudium der Anglistik und Philosophie an der Universität Innsbruck. 1986 erfolgte die Sponsion zum Magister philosophiae (Mag. phil.), woraufhin Fischer sofort das Doktoratsstudium an den Universitäten Innsbruck und Freiburg im Breisgau anschloss. Dieses wurde in den Jahren 1987/88 kurzzeitig unterbrochen, da er in dieser Zeit den Zivildienst ableistete. Im Jänner 1989 wurde Kurt Fischer schließlich an der Universität Innsbruck zum Doktor philosophiae (Dr. phil.) promoviert.
Bereits nach der Beendigung seines Zivildiensts begann Kurt Fischer im September 1988 noch während seines Doktoratsstudiums eine Lehrtätigkeit als Gymnasialprofessor am Bundesgymnasium Dornbirn, wo er bis zum Juli 1996 als Lehrer wirkte. Im September 1996 trat er eine Stelle als Gymnasialprofessor am neu gegründeten Gymnasium Lustenau an. Bis zum Jahr 2000 übte Fischer eine Lehrtätigkeit aus, ehe er in das väterliche Unternehmen Kurt Fischer KG, eine Digitaldruckerei, eintrat und dieses übernahm. Von 2000 bis 2010 war er in der Folge als Unternehmer tätig. Bevor er das Amt als Bürgermeister der Marktgemeinde Lustenau am 10. April 2010 hauptberuflich antrat, trat er aus der Geschäftsführung des eigenen Unternehmens aus.

## Politisches Wirken

### Gemeindeebene
Fischer war von 2000 bis 2005 Mitglied der Gemeindevertretung und Gemeinderat für Bildung in Lustenau. Von 2005 bis 2010 hatte er das Amt des Vizebürgermeisters von Lustenau inne und war Referent für Bildung und Jugend. Nach den Gemeindevertretungs- und Bürgermeisterwahlen in Vorarlberg 2010, bei der die ÖVP erstmals seit 50 Jahren wieder den Bürgermeistersessel in Lustenau von der FPÖ zurückerobern konnte, wurde Kurt Fischer Bürgermeister in der größten Marktgemeinde Österreichs. 
Bei der Bürgermeister-Direktwahl 2015 erreichte er eine Zweidrittelmehrheit und wurde damit deutlich im Amt bestätigt. 
Auch bei der nächsten Wahl im Jahre 2020 konnte er eine absolute Mehrheit der Stimmen auf sich vereinigen, wenngleich mit weit weniger Abstand zu seinen Konkurrenten.
Im April 2024 wurde bekannt, dass Kurt Fischer bei der Bürgermeisterwahl 2025 nicht erneut kandidieren wird.

### Landesebene
Kurt Fischer kandidierte bei der Landtagswahl in Vorarlberg 2004 für die Vorarlberger Volkspartei im Wahlbezirk Dornbirn. Am 20. Oktober 2004 folgte er dem zum Landesrat gewählten Parteikollegen Manfred Rein auf dessen Mandat nach und wurde somit erstmals als Abgeordneter zum Vorarlberger Landtag angelobt. Im 28. Landtag war er in der Folge zunächst Bereichssprecher des ÖVP-Landtagsklubs für Raumplanung, Musikschulwesen und Ehrenamt, 2007 wurde er Bereichssprecher für Wirtschaftsfragen.
In der 29. Gesetzgebungsperiode des Landtags, von 2009 bis 2014, war Fischer abermals Bereichssprecher des ÖVP-Klubs für Wirtschaftsfragen sowie Vorsitzender des Integrationsausschusses im Vorarlberger Landtag. Im Februar 2014 kündigte Fischer an, bei der anstehenden Landtagswahl in Vorarlberg 2014 nicht mehr zu kandidieren und schied mit der Angelobung des neuen Landtags am 15. Oktober 2014 aus dem Landtag aus.

## Privatleben
Kurt Fischer ist seit 1990 verheiratet und Vater zweier Töchter. Er wohnt mit seiner Familie in Lustenau.